# Contea di Stanton (Kansas)
La contea di Stanton in inglese Stanton County (abbreviazione standard: ST) è una contea dello Stato del Kansas, negli Stati Uniti. La popolazione al censimento del 2010 era di 2.235 abitanti. Il capoluogo di contea è Johnson City.

## Geografia fisica
Secondo lo United States Census Bureau, la contea ha una superficie di 1.761 km² di cui 1.760,93 km² è terra (98.52 %) e 0,07 km² (1,48%) acque interne.

### Contee confinanti
- Contea di Hamilton (nord)
- Contea di Kearny (nordest)
- Contea di Grant (est)
- Contea di Stevens (sudest)
- Contea di Morton (sud)
- Contea di Baca (Colorado) (ovest)
- Contea di Prowers (Colorado) (nordovest)

## Società

### Evoluzione demografica

piramide delle età

A partire dal censimento del 2000, vivevano 2.406 persone, 858 famiglie, e 638 famiglie che risiedono nella contea. La densità di popolazione era di 1ab. / km². Ci erano 1.007 unità abitative ad una densità media di 2 per miglio quadrato (1 / km²). Il trucco razziale della contea era 84.41% Bianco, 0.62% Nero o Americano africano, 1,21% nativi americani, 0,17% asiatici, 12,51% da altre razze, e 1,08% da due o più corse. 23.69% della popolazione erano Ispano o Latino di tutta la corsa.

## Politica
Anche se la Costituzione Kansas è stato modificato nel 1986 per consentire la vendita di bevande alcoliche da parte bevanda individuale con l'approvazione degli elettori, la Contea di Stanton ha deciso per mantenere il proibizionismo per gli alcolici.

## Infrastrutture e trasporti

### Strade
- U.S. Highway 160
- Kansas Highway 27

## Geografia antropica

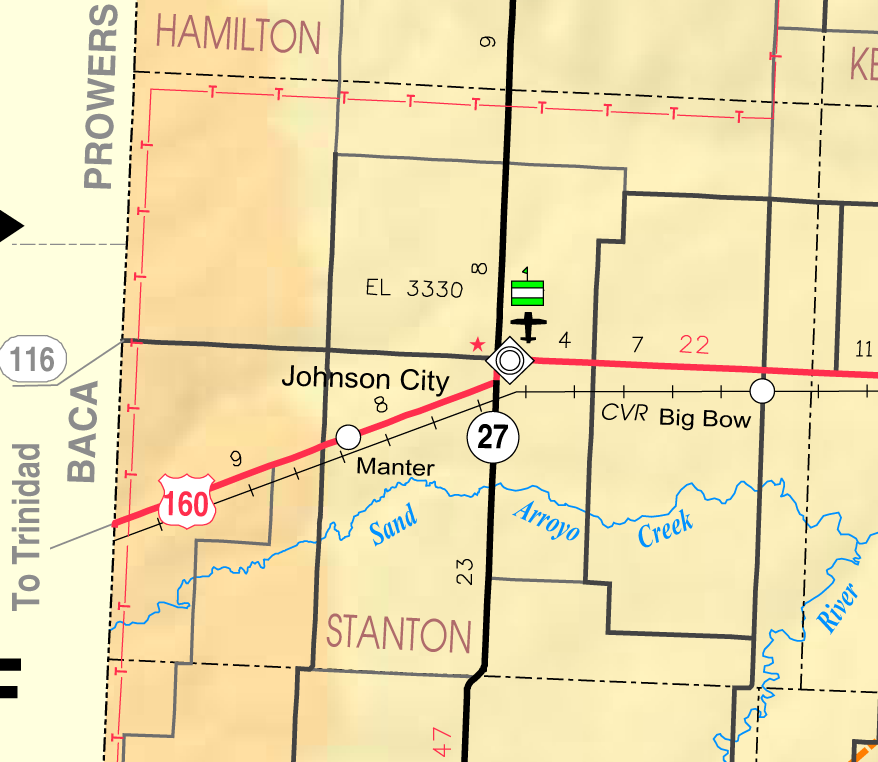
2005 KDOT Map of Stanton County (map legend)

### Città
- Johnson City
- Manter

### Townships
La contea di Stanton è divisa in tre townships. Nessuna città all'interno della contea è considerata governi indipendenti, e tutti i dati per le townships comprendono quelli delle città.
Nella tabella che segue, il centro abitato è la città più grande (o città) incluso nel totale della popolazione di quella township, se si tratta di una dimensione significativa.